# Arithmetica
Arithmetica (Aritmetika) je starogrška knjiga oziroma zbirka algebrskih problemov. Knjigo je v grščini napisal helenizirani babilonski matematik Diofant v 2. stoletju.
Knjiga je zbirka 130 algebrskih problemov in podanih rešitev za reševanje enačb (tistih z enolično rešitvijo) in nerešljivih enačb.
Enačbe, ki imajo izključno celoštevilske rešitve, se imenujejo diofantske enačbe, metoda za reševanje teh problemov pa se imenuje diofantska analiza.
Aritmetiko so poznali arabski matematiki, saj jo je pred koncem 10. stoletja v arabščino prevedel Abul Vefa.